# Powstanie w Iranie (1963)
Powstanie w Iranie 1963.
Przyczyną powstania stało się wprowadzenie w roku 1961 dekretów o reformie rolnej i emancypacji kobiet. Dekrety spotkały się z gwałtownym sprzeciwem rolników i duchownych, którzy widzieli w zmianach pogwałcenie praw islamu. W kraju doszło do zamieszek w wyniku których padli zabici i ranni. W 1962 r. nowy premier Iranu Asadollah Alam zarządził referendum o wprowadzenie nowych dekretów, które odbyło się w styczniu 1963 r. Pomimo sprzeciwu duchowieństwa referendum zakończyło się sukcesem rządu. W marcu przywódcy religijni Iranu wywołali antyrządowe powstanie. W walkach zginęło wielu ludzi, aresztowano też przywódcę szyitów imama Ruhollaha Chomeiniego i kilku innych przywódców. W odpowiedzi na to tysiące wiernych próbowało uwolnić aresztowanych, tocząc 3 dniowe walki w kilku miejscowościach m.in. Kom. Wojsko krwawo stłumiło powstanie. Zginęło i zostało rannych kilkaset osób. 